# الفرافرة (مركز)
مركز الفرافرة، مركز إداري مصري. يقع في محافظة الوادي الجديد الواقعة في جمهورية مصر العربية. القاعدة الإدارية للمركز هي مدينة الفرافرة.

## القرى التابعة لمركز الفرافرة
الفرافرة، قصر الفرافرة، أبو منقار.